# Collegi elettorali del Senato della Repubblica del 1991
I collegi elettorali del Senato della Repubblica del 1991 furono definiti, per la sola circoscrizione Trentino-Alto Adige, dalla legge 30 dicembre 1991, n. 422. Il legislatore intendeva così attuare la misura 111 del pacchetto per l'Alto Adige, che richiedeva la «modifica delle circoscrizioni elettorali per le elezioni del Senato, allo scopo di favorire la partecipazione al Parlamento dei rappresentanti dei gruppi linguistici italiano e tedesco della provincia di Bolzano, in proporzione alla consistenza dei gruppi stessi».

## Quadro normativo
La definizione dei collegi del Trentino-Alto Adige era originariamente fissata dalla Tabella A di cui al decreto del Presidente della Repubblica 6 febbraio 1948, n. 30 (rettificata dal decreto del Presidente della Repubblica 28 febbraio 1948, n. 84), comprensiva di tutti i collegi senatoriali del territorio nazionale.
L'intervento legislativo del 1991, oltre ad una diversa allocazione dei vari comuni all'interno dei singoli collegi, comportò la soppressione del collegio di Mezzolombardo e la creazione del collegio di Merano. Così ridefiniti, i nuovi collegi divennero operativi a partire dalle elezioni politiche del 1992.
Tale assetto trovò conferma nella normativa elettorale successiva, venendo espressamente richiamato dalla legge Mattarella del 1993 (art. 1, co. 1, legge 4 agosto 1993, n. 276) e dal testo unico delle leggi per l'elezione del Senato (art. 1, co. 4, decreto legislativo 20 dicembre 1993, n. 533); fu così riprodotto nell'Allegato 1 di cui al decreto legislativo 20 dicembre 1993, n. 535, salvo una diversa numerazione dei collegi stessi.
Questi rimasero operativi anche dopo l'entrata in vigore della legge Calderoli del 2005 (art. 4, co. 1, legge 21 dicembre 2005, n. 270) che, infatti, abolì i collegi uninominali senatoriali ad eccezione di quelli del Trentino-Alto Adige (e di quello della Valle d'Aosta).
La legge Rosato del 2017 non ha inciso sulle modalità di elezione dei senatori della regione: sono così rimasti in vita i collegi uninominali determinati nel 1991 (Tabella B1 di cui al decreto legislativo. 12 dicembre 2017, n. 189).
In base alla sua formulazione originaria, peraltro, la nuova legge elettorale, nel prevedere che il territorio nazionale fosse suddiviso in 109 collegi uninominali, aveva escluso da tale computo i collegi del Trentino-Alto Adige, così come il collegio uninominale della Valle d'Aosta (art. 2, co. 1, legge 3 novembre 2017, n. 165). Sul punto è tornato il legislatore che, da un lato, ha disposto che l'intero territorio nazionale fosse suddiviso in un numero di collegi uninominali pari ai tre ottavi del totale dei seggi (con arrotondamento all'unità più prossima) e, dall'altro, ha ricompreso in tale computo anche i seggi del Trentino-Alto Adige e quello della Valle d'Aosta (art. 2, co. 1, legge 27 maggio 2019, n. 51), ferme restando le specificità dei sistemi elettorali previsti per queste due regioni.

## Sistema elettorale
Inizialmente, l'elezione dei senatori del Trentino-Alto Adige avveniva con le stesse modalità previste per il resto del Paese:
- in ogni regione erano costituiti tanti collegi quanti erano i senatori ad essa assegnati;
- era proclamato eletto il candidato che, nel collegio uninominale, avesse ottenuto almeno il 65% dei voti;
- i seggi eventualmente rimasti da assegnare venivano distribuiti mediante sistema proporzionale, in base ai voti complessivamente ottenuti dalle liste a livello regionale, senza tuttavia computare i voti dei candidati che, avendo raggiunto il quorum del 65%, fossero stati proclamati eletti all'interno del proprio collegio.

Quest'ultima eventualità, piuttosto rara nelle altre regioni, si verificava costantemente nel collegio di Bressanone, a maggioranza tedesca, in cui veniva eletto il candidato della Südtiroler Volkspartei (nel 1992, il quorum del 65% fu raggiunto anche nel nuovo collegio di Merano).
Il sistema elettorale del Trentino-Alto Adige rimase allineato a quello nazionale anche dopo le modifiche normative del 1958 e del 1963. In particolare, nel 1958 venne meno la corrispondenza tra numero di collegi uninominali e numero di seggi da assegnare: i senatori passarono infatti da 237 a 246 (stante la formulazione originaria dell'art. 57 della Costituzione, secondo cui a ciascuna regione era attribuito un senatore per 200.000 abitanti o per frazione superiore a 100.000), ma fu espressamente previsto che i collegi uninominali sarebbero rimasti quelli del 1948 (legge 27 febbraio 1958, n. 64), per cui i seggi ulteriori sarebbero stati attribuiti proporzionalmente. Lo stesso meccanismo fu applicato quando, nel 1963, il numero dei senatori fu stabilmente fissato a 315 (legge costituzionale 9 febbraio 1963, n. 2).
In questo quadro, al Trentino-Alto Adige erano attribuiti 7 seggi: 6 assegnati all'interno di collegi uninominali, uno attribuito tramite sistema proporzionale.
Tale meccanismo fu confermato dalla normativa elettorale del 1993, secondo la quale «la regione Trentino-Alto Adige è costituita in sei collegi uninominali», così come definiti dalla legge del 1991, mentre «la restante quota di seggi spettanti alla regione è attribuita con metodo del recupero proporzionale» (art. 1, co. 4, decreto legislativo 20 dicembre 1993, n. 533). Si profilò così un elemento di divergenza rispetto al sistema introdotto per le altre regioni: in queste, infatti, la quota di seggi da attribuire mediante sistema maggioritario era determinata in rapporto ai seggi complessivamente spettanti a ciascuna regione (nella specie, il 75%); in Trentino-Alto Adige, invece, tale quota era stabilita tramite la specifica previsione di 6 collegi uninominali (che, in concreto, rappresentavano oltre l'85% dei seggi spettanti alla regione, pari a 7).
La legge Calderoli confermò le specificità previste per il Trentino-Alto Adige: oltre al mantenimento dei collegi uninominali (aboliti per le altre regioni), le differenze più vistose consistevano nell'impossibilità di presentare gruppi di liste tra loro collegate e nella mancata attribuzione del premio di maggioranza su base regionale (altrimenti fissato nella misura del 55% dei seggi a vantaggio della lista o della coalizione che avesse conseguito la maggioranza relativa dei voti).
Il sistema è rimasto inalterato anche nella vigenza della legge Rosato: per le altre regioni, i seggi da assegnare all'interno dei collegi uninominali ammontano a circa il 36% (109 seggi su 301 nel complesso delle 18 regioni, escluso il Trentino-Alto Adige stesso e la Valle d'Aosta, oltre ai 6 eletti all'estero), laddove in Trentino-Alto Adige continuano ad essere 6 su 7.
Nel 2020, per effetto della riduzione del numero dei parlamentari, i senatori attribuiti alla regione sono passati da 7 a 6; la corrispondenza fra numero di senatori spettanti e numero di collegi uninominali istituiti ha comportato il venir meno della ripartizione dei seggi su scala proporzionale, con ciò segnando un nuovo elemento di divergenza rispetto al sistema previsto in via generale per le altre regioni.

## Lista
| Collegi 1991 (1993)          | Comuni |
| 1 - Trento (n. 4)            | Provincia autonoma di Trento |
| ---------------------------- | --- |
| 1 - Trento (n. 4)            | - Albiano - Aldeno - Amblar - Andalo - Bresimo - Brez - Cagnò - Calavino - Caldes - Campodenno - Castelfondo - Cavareno - Cavedago - Cavedine - Cavizzana - Cembra - Cimone - Cis - Cles - Cloz - Commezzadura - Coredo - Croviana - Cunevo - Dambel - Denno - Dimaro - Don - Faedo - Fai della Paganella - Faver - Flavon - Fondo - Garniga - Giovo - Grauno - Grumes - Lasino - Lavis - Lisignago - Livo - Lona-Lases - Malé - Malosco - Mezzana - Mezzocorona - Mezzolombardo - Molveno - Monclassico - Nanno - Nave San Rocco - Ossana - Padergnone - Pejo - Pellizzano - Rabbi - Revò - Romallo - Romeno - Ronzone - Roveré della Luna - Ruffré - Rumo - San Michele all'Adige - Sanzeno - Sarnonico - Segonzano - Sfruz - Smarano - Sover - Spormaggiore - Sporminore - Taio - Tassullo - Terlago - Terres - Terzolas - Ton - Trento - Tres - Tuenno - Valda - Vermiglio - Vervò - Vezzano - Zambana            |
| 2 - Rovereto (n. 5)          | Provincia autonoma di Trento |
| 2 - Rovereto (n. 5)          | - Ala - Arco - Avio - Bersone - Besenello - Bezzecca - Bleggio Inferiore - Bleggio Superiore - Bocenago - Bolbeno - Bondo - Bondone - Breguzzo - Brentonico - Brione - Caderzone - Calliano - Carisolo - Castel Condino - Cimego - Concei - Condino - Daone - Darè - Dorsino - Drena - Dro - Fiavé - Folgaria - Giustino - Isera - Lardaro - Lomaso - Massimeno - Molina di Ledro - Montagne - Mori - Nago-Torbole - Nogaredo - Nomi - Pelugo - Pieve di Bono - Pieve di Ledro - Pinzolo - Pomarolo - Praso - Preore - Prezzo - Ragoli - Riva del Garda - Roncone - Ronzo-Chienis - Rovereto - San Lorenzo in Banale - Spiazzo - Stenico - Storo - Strembo - Tenno - Terragnolo - Tiarno di Sopra - Tiarno di Sotto - Tione di Trento - Trambileno - Vallarsa - Vigo Rendena - Villa Lagarina - Villa Rendena - Volano - Zuclo                                                                                        |
| 3 - Pergine Valsugana (n. 6) | Provincia autonoma di Trento |
| 3 - Pergine Valsugana (n. 6) | - Baselga di Piné - Bedollo - Bieno - Borgo Valsugana - Bosentino - Calceranica al Lago - Caldonazzo - Campitello di Fassa - Canal San Bovo - Canazei - Capriana - Carano - Carzano - Castello-Molina di Fiemme - Castello Tesino - Castelnuovo - Cavalese - Centa San Nicolò - Cinte Tesino - Civezzano - Daiano - Fiera di Primiero - Fierozzo - Fornace - Frassilongo - Grigno - Imer - Ivano-Fracena - Lavarone - Levico Terme - Luserna - Mazzin - Mezzano - Moena - Novaledo - Ospedaletto - Palù del Fersina - Panchià - Pergine Valsugana - Pieve Tesino - Pozza di Fassa - Predazzo - Roncegno - Ronchi Valsugana - Sagron Mis - Samone - Sant'Orsola Terme - Scurelle - Siror - Soraga - Spera - Strigno - Telve - Telve di Sopra - Tenna - Tesero - Tonadico - Torcegno - Transacqua - Valfloriana - Varena - Vattaro - Vignola-Falesina - Vigo di Fassa - Vigolo Vattaro - Villa Agnedo - Ziano di Fiemme |
| 4 - Bolzano (n. 1)           | Provincia autonoma di Bolzano |
| 4 - Bolzano (n. 1)           | - Aldino - Anterivo - Appiano sulla Strada del Vino - Bolzano - Bronzolo - Caldaro sulla Strada del Vino - Cornedo all'Isarco - Cortaccia sulla Strada del Vino - Cortina sulla Strada del Vino - Egna - Laives - Magrè sulla Strada del Vino - Montagna - Ora - Salorno - Termeno sulla Strada del Vino - Trodena - Vadena |
| 5 - Merano (n. 2)            | Provincia autonoma di Bolzano |
| 5 - Merano (n. 2)            | - Andriano - Avelengo - Caines - Castelbello-Ciardes - Cermes - Curon Venosta - Gargazzone - Glorenza - Laces - Lagundo - Lana - Lasa - Lauregno - Malles Venosta - Marlengo - Martello - Meltina - Merano - Moso in Passiria - Nalles - Naturno - Parcines - Plaus - Postal - Prato allo Stelvio - Proves - Rifiano - San Genesio Atesino - San Leonardo in Passiria - San Martino in Passiria - San Pancrazio - Sarentino - Scena - Senales - Senale-San Felice - Silandro - Sluderno - Stelvio - Terlano - Tesimo - Tirolo - Tubre - Ultimo - Verano |
| 6 - Bressanone (n. 3)        | Provincia autonoma di Bolzano |
| 6 - Bressanone (n. 3)        | - Badia - Barbiano - Braies - Brennero - Bressanone - Brunico - Campo di Trens - Campo Tures - Castelrotto - Chienes - Chiusa - Corvara in Badia - Dobbiaco - Falzes - Fiè allo Sciliar - Fortezza - Funes - Gais - Laion - La Valle - Luson - Marebbe - Monguelfo - Naz-Sciaves - Nova Levante - Nova Ponente - Ortisei - Perca - Ponte Gardena - Predoi - Racines - Rasun-Anterselva - Renon - Rio di Pusteria - Rodengo - San Candido - San Lorenzo di Sebato - San Martino in Badia - Santa Cristina Valgardena - Selva dei Molini - Selva di Val Gardena - Sesto - Terento - Tires - Valdaora - Val di Vizze - Valle Aurina - Valle di Casies - Vandoies - Varna - Velturno - Villabassa - Villandro - Vipiteno |